# Biriatou
Biriatou är en kommun i departementet Pyrénées-Atlantiques i regionen Nouvelle-Aquitaine i sydvästra Frankrike. Kommunen ligger i kantonen Hendaye som tillhör arrondissementet Bayonne. År 2022 hade Biriatou 1 259 invånare.

## Befolkningsutveckling
Antalet invånare i kommunen Biriatou
| Referens: INSEE |